# Rich Girl (singel Gwen Stefani)
Rich Girl – drugi singel Gwen Stefani z płyty Love. Angel. Music. Baby. Gościnnie wystąpiła w nim raperka Eve. Inspirowany został piosenką If I Were a Rich Man ("Gdybym był bogaczem") z musicalu Skrzypek na dachu.